# Hinoi Team
Hinoi Team (HINOI Team?, Hinoi chīmu) è un gruppo J-pop di 4 ragazze la cui leader è Asuka Hinoi. Le altre componenti sono Keika Matsuoka, Hikaru Koyama, e Rina Takenaka. Molti dei loro singoli sono cover di canzoni Eurobeat.

## Singoli

### Ike Ike
La canzone di debutto delle Hinoi Team è Ike Ike, uscita in commercio il 18 maggio del 2005 in Giappone. Il singolo contiene inoltre la canzone Sing Na Na Na, una versione estesa di Ike Ike e versioni strumentali di entrambe le canzoni. La versione DVD ha PV, Para Para video e off-shot video di Ike Ike. Ike Ike è stata inoltre usata come sigla del cartone animato giapponese Ichigo 100% (conosciuto in Italia come 100% Fragola).
Lista Tracce:

1. Ike Ike

2. Sing Na Na Na

3. Ike Ike (Extended version)

4. Ike Ike (Instrumental)

5. Sing Na Na Na (Instrumental)

### King Kong
Il secondo singolo delle Hinoi Team esce in commercio il 27 luglio del 2005 in Giappone. Il singolo contiene, tra le altre tracce, la canzone "Super Euro Flash" e un New Generation Mix del primo singolo, Ike Ike. C'è anche una versione Eurobeat  di "King Kong". La versione DVD contiene la versione per Para Para Paradisedi King Kong, una versione di Korikki di Ike Ike e un backstage.
Lista Tracce:

1. King Kong

2. Super Euro Flash

3. Ike Ike (New Generation Mix)

4. King Kong (TV Mix)

5. Super Euro Flash (TV Mix)

### Night of Fire/Play With The Numbers
Il terzo singolo in collaborazione con il personaggio della tv giapponese Korikki Choshu (un wrestler molto famoso in Giappone) esce in commercio il 14 dicembre del 2005 in Giappone. Questa canzone è la versione giapponese di un singolo già esistente, "Night Of Fire", del dj italiano Niko. Il DVD contiene inoltre le versioni per Para Para di NIGHT OF FIRE (eseguita con la collaborazione di Korikki) e PLAY WITH THE NUMBERS.
Lista Tracce:

1. Night Of Fire

2. Play With the Numbers

3. Yeah!

4. Night Of Fire (Hinoi Team Version)

5. Night Of Fire (Korikki Version - English)

6. Night Of Fire (Instrumental)

7. Play With The Numbers (Instrumental)

8. Yeah! (Instrumental)
Contenuti DVD:

1. Night Of Fire (PV)

2. Night Of Fire (Para Para Version)

3. Play With The Numbers (Para Para Version)

### Sticky Tricky And Bang
Il quarto singolo delle Hinoi Team fatto con la collaborazione di Korikki e uscito sul mercato l'8 marzo del 2006. Sul CD sono presenti la canzone che dà il nome all'album, un remix di Night Of Fire, una versione alternativa di Sticky, Tricky and Bang e le versioni strumentali.
Track listing:

1. Sticky Tricky And Bang

2. On My Own (Special version)

3. Night Of Fire ft. Koriki (DJ Gun Mix)

4. Yeah! (Koriki MAJI Version)

5. Sticky Tricky And Bang (Hinoi Team Version)

6. Sticky Tricky And Bang (Instrumental)

7. On My Own (Special Version Instrumental)
DVD features!!:

1. Sticky Tricky And Bang (PV)

2. Sticky Tricky And Bang (Para Para Version)

3. Offshot

### Super Euro Party
Il primo, vero album delle Hinoi Team, lanciato sul mercato il 15 marzo del 2006. Contiene le versioni strumentali di tutte le loro canzoni meno quelle delle canzoni "in stile Hinoi" e "in stile Korikki". Si possono ascoltare inoltre 6 brani inediti e un megamix. L'album è uscito una settimana dopo STICKY, TRICKY AND BANG.
Lista tracce:

1. Ike Ike

2. Night Of Fire (With Korriki)

3. Yeah!

4. Hey Mr. DJ (New song)

5. Sing Na Na Na

6. Play With the Numbers

7. Super Euro Flash

8. Everybody Dance (New song)

9. Emoticons (New song)

10. Sticky Tricky And Bang

11. Jam Jam Jam (New Song)

12. On My Own (Album Version)

13. Aishiteru (New song; Hinoi Team original)

14. Just For Me (New song)

15. King Kong

16. Hinoi Team Megamix Vol.1 (Long Version) (First press only, CD-only version)

16. Hinoi Team Megamix Vol.1 (First Press Only, CD+DVD Version)
DVD features:

1.IKE IKE (Video Clip)

2.KING KONG (Video Clip)

3.NIGHT OF FIRE (Video Clip)

4.STICKY TRICKY AND BANG (Video Clip)

5.IKE IKE (Parapara Version)

6.KING KONG (Parapara Version)

7.NIGHT OF FIRE (Parapara Version)

8.PLAY WITH THE NUMBERS (Parapara Version)

9.SING NA NA NA (Parapara Version)

10.SUPER EURO FLASH (Parapara Version)

11.YEAH! (Parapara Version)

12.IKE IKE (Koriki Version)

13.Offshot

### Now And Forever
Uscito il 9 agosto del 2006. È il quinto singolo delle ragazze, che offre una serie di cover di canzoni in stile Eurobeat.
Lista tracce:

1. Now and Forever

2. Summertime

3. I'm gonna carry on (New song)

4. Now and Forever (Instrumental)

5. Summertime (Instrumental)

6. I'm gonna carry on (instrumental)
Contenuti DVD:

1. Now And Forever (PV)

2. Now And Forever (Dance Version)

3. Offshot

### Dancin' & Dreamin'
Il sesto e per ora ultimo singolo delle Hinoi, uscito nel febbraio del 2007.
Lista tracce:

1. Dancin' & Dreamin'

2. Please Forgive Me

3. Merry X'mas to the World

4. Dancin' & Dreamin' (TRANCE remix)

5. Dancin' & Dreamin' (Instrumental)

6. Please Forgive Me (Instrumental)

7. Merry X'mas to the World (Instrumental)
DVD features:

1. Dancin' & Dreamin' (PV)

2. Dancin' & Dreamin' (Dance Version)

3. Offshot

## Componenti Hinoi Team

### Asuka Hinoi
- Nome Giapponese: 樋井明日香
- Soprannome: Asuka
- Data di nascita: 8 gennaio 1991
- Luogo di nascita: Osaka, Giappone
- Gruppo sanguigno: B
- Altezza: 158 cm

### Keika Matsuoka
- Nome Giapponese: 松岡桂花
- Soprannome: Keikeru
- Data di nascita: 18 settembre 1992
- Luogo di nascita: Kōbe, Giappone
- Gruppo sanguigno: A
- Altezza: 156 cm

### Hikaru Koyama
- Nome Giapponese: 小山ひかる
- Soprannome: Pickey
- Data di nascita: 28 giugno 1991
- Luogo di nascita: Kyoto, Giappone
- Gruppo sanguigno: A
- Altezza: 160 cm

### Rina Takenaka
- Nome Giapponese: 竹中里奈
- Soprannome: Rinappe, Ri~kichi
- Data di nascita: 12 maggio 1992
- Luogo di nascita: Kōbe Giappone
- Gruppo sanguigno: B
- Altezza: 162 cm